# All Around the World (canción de Lisa Stansfield)
«All Around the World» (en español: «En todo el mundo») es una canción de Lisa Stansfield publicada como sencillo a fines de 1989 y contenida en el álbum de estudio Affection. Es su mayor éxito a la fecha. La canción fue compuesta y producida por Lisa Stansfield, Ian Devaney y Andy Morris.

## Lista de canciones
CD sencillo
1. «All Around the World» — 4:22
2. «Wake Up Baby» — 3:58

CD maxisencillo
1. «All Around the World» — 4:22
2. «All Around the World» (long version) — 7:02
3. «Wake Up Baby» — 3:58
4. «The Way You Want It» — 4:16

Casete
1. «All Around the World» — 4:22
2. «Wake Up Baby» — 3:58
3. «All Around the World» — 4:22
4. «Wake Up Baby» — 3:58

12" maxisencillo - Europa
1. «All Around the World» (long version) — 7:02
2. «Wake Up Baby» — 3:58
3. «The Way You Want It» — 4:16

12" maxisencillo - EE. UU.
1. «All Around the World» (long version) — 7:02
2. «All Around the World» (American club remix) — 11:48
3. «Affection» — 5:50

12" maxisencillo - Remixes
1. «All Around the World» (around the house mix) — 6:03
2. «This Is the Right Time» (accapella) — 2:30
3. «All Around the World» (runaway love mix) — 4:37
4. «The Way You Want It» — 4:56